# Llacuna de Lagos
La llacuna de Lagos és un cos d'aigua on es troba la ciutat de Lagos, a Nigèria. La llacuna té més de 50 km de llargària i de 3 a 13 km d'amplada, està separada de l'oceà Atlàntic per un llarg pas de sorra de 2 a 5 km d'amplada, que té marges pantanosos a un costat de la llacuna. Té una superfície d'aproximadament 460 km². És força superficial i no permet l'accés dels vaixells d'alta mar, només és navegable mitjançant barques i vaixells petits.